# Roland Kirchler
Roland Kirchler, né le 29 septembre 1970 à Innsbruck en Autriche, est un footballeur international autrichien, devenu entraîneur à l'issue de sa carrière, qui évoluait au poste de milieu offensif. 
Il compte 28 sélections et 5 buts en équipe nationale entre 1993 et 2005.

## Biographie

### Carrière de joueur
Roland Kirchler dispute 4 matchs en Ligue des champions, pour un but inscrit, 4 matchs en Coupe des coupes, et 17 matchs en Coupe de l'UEFA. Il inscrit son seul but en Coupe d'Europe face au club russe du Lokomotiv Moscou en 2001.
Il réalise sa meilleure performance lors de la saison 2000-2001, où il inscrit 11 buts en championnat.

### Carrière internationale
Roland Kirchler compte 28 sélections et 5 buts avec l'équipe d'Autriche entre 1993 et 2005. 
Il est convoqué pour la première fois par le sélectionneur national Herbert Prohaska pour un match amical contre la Grèce le 10 mars 1993 (victoire 2-1). Par la suite, le 16 août 2000, il inscrit son premier but en sélection contre la Hongrie, lors d'un match amical (1-1). Il reçoit sa dernière sélection le 30 mars 2005 contre le Pays de Galles (victoire 1-0).

## Palmarès
- Avec le Wacker Innsbruck
  - Vainqueur de la Coupe d'Autriche en 1993

- Avec le Tirol Innsbruck
  - Champion d'Autriche en 2000, 2001 et 2002